# Knochenhauerufer

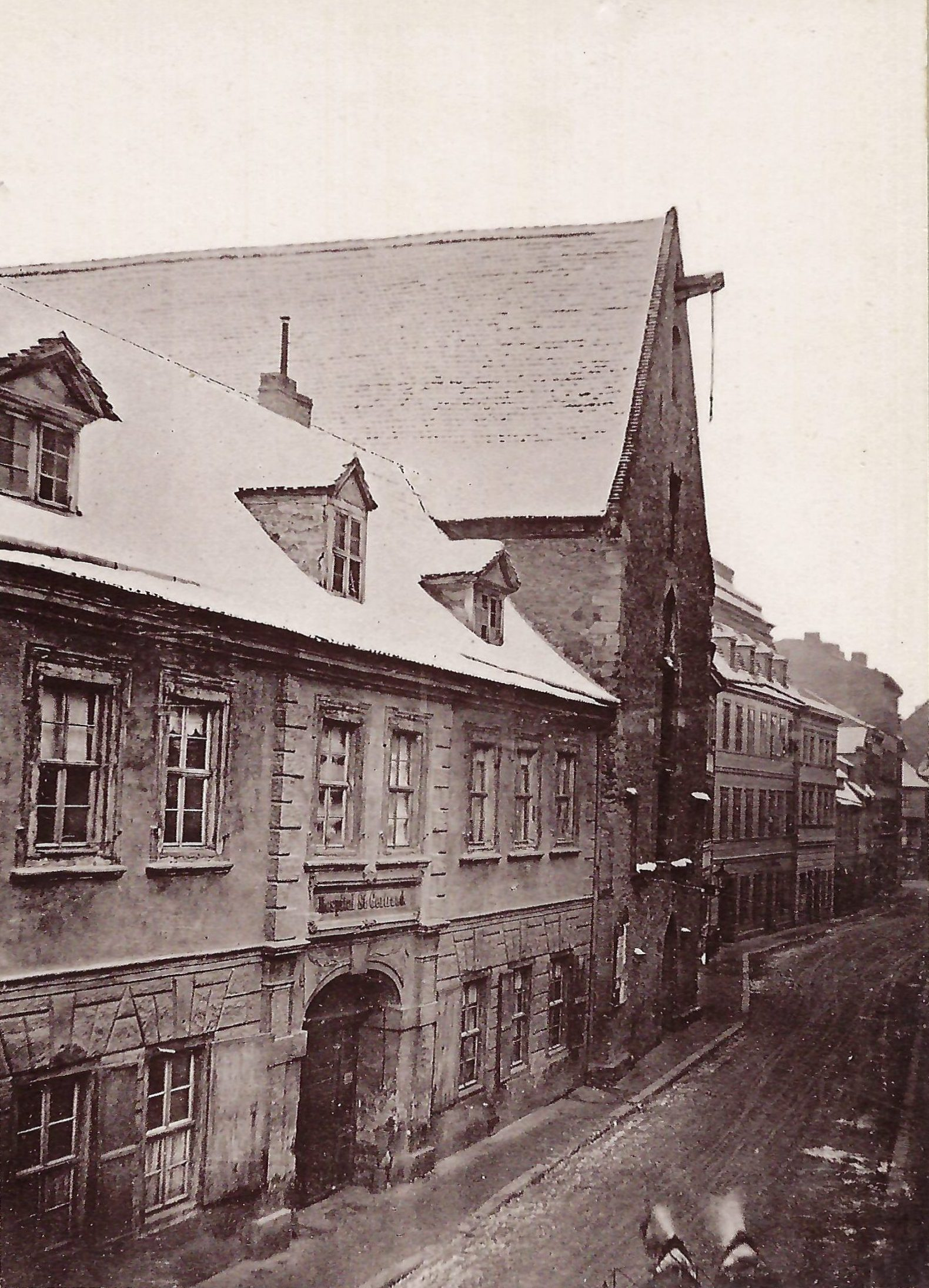
Knochenhauerufer mit Gertraudenhospital vor 1879

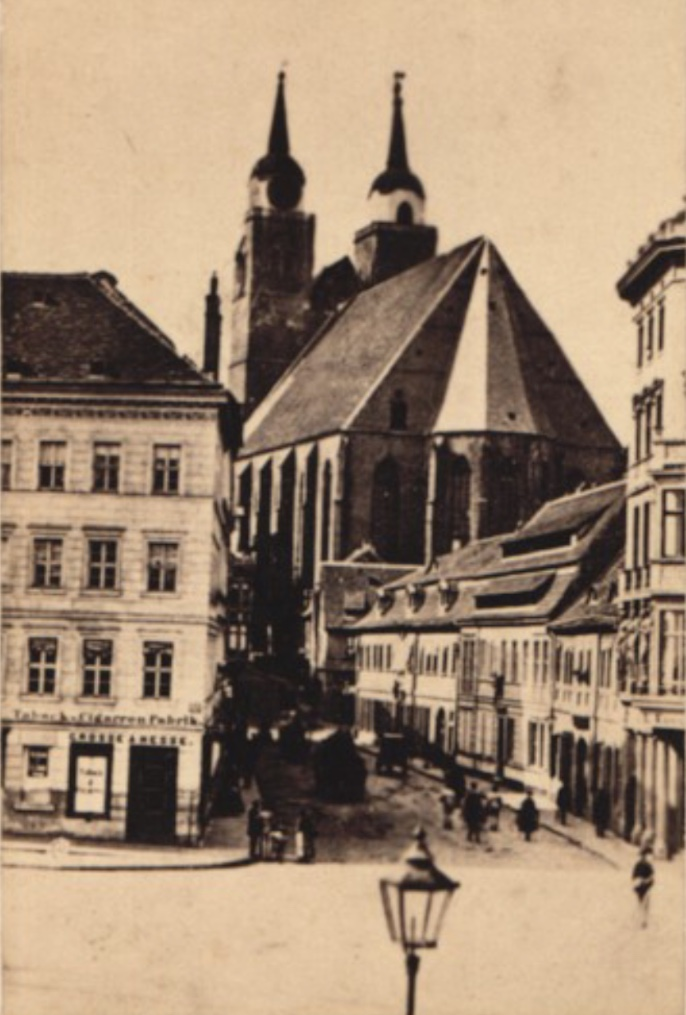
Blick von Osten, Kreuzung Knochenhauerufer, Johannisbergstraße

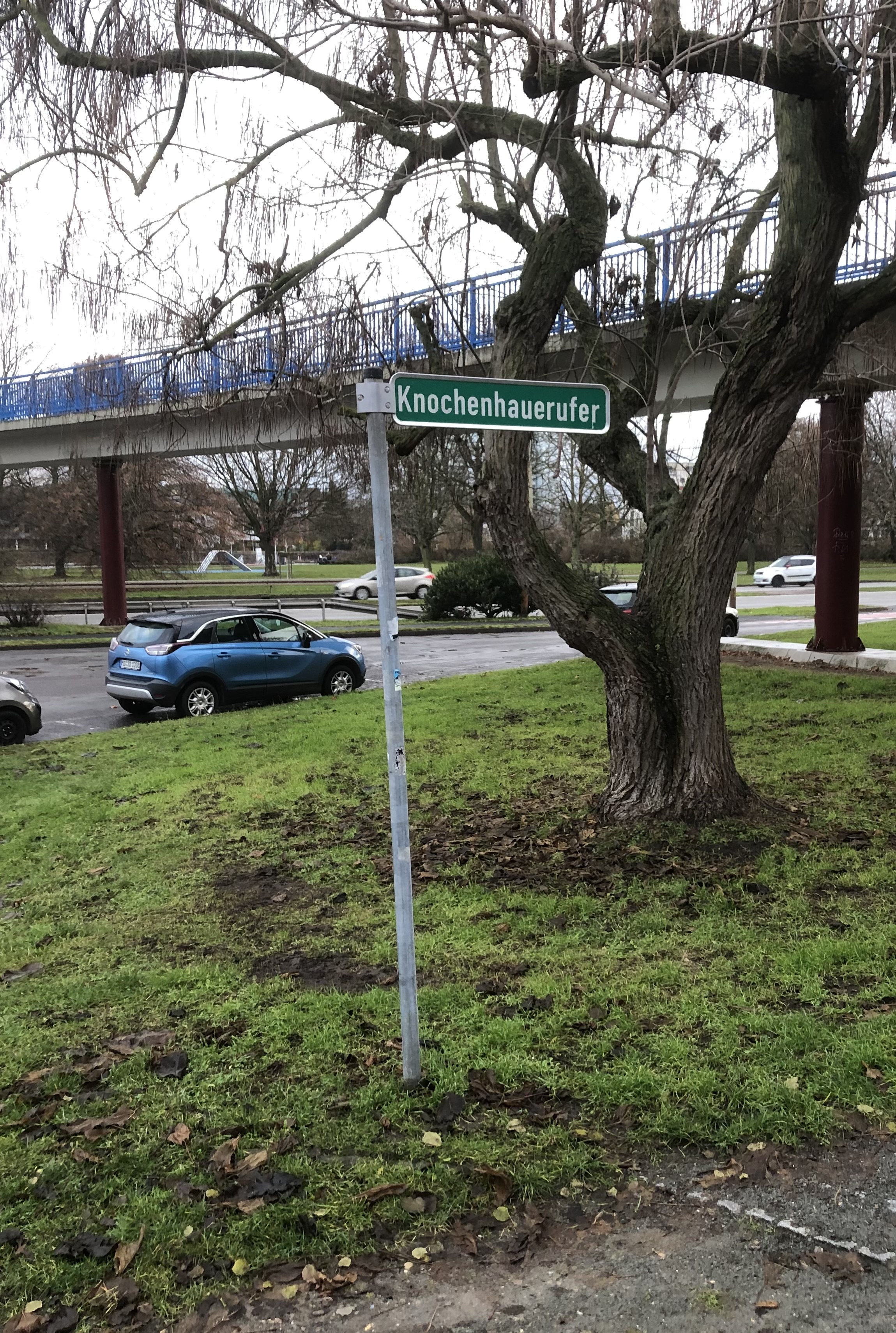
Straßenschild, 2020

Das Knochenhauerufer ist ein Weg in Magdeburg im heutigen Sachsen-Anhalt. Nach Zerstörungen im Zweiten Weltkrieg besteht die ehemalige Straße heute als Parkweg fort.

## Lage und Verlauf
Der Weg befindet sich in der Magdeburger Altstadt. Er verläuft von der Johannisbergstraße aus nach Norden, parallel zur westlich liegenden Stephansbrücke und dem östlich verlaufenden Schleinufer. Im mittleren Teil ist der Weg etwas nach Westen verschwenkt, da im geraden Verlauf ein Sportplatz angelegt ist. Von Westen münden die heute offiziell unbenannten Wege Tannenberg, Krummer Berg und Magdalenenberg sowie der Petersberg ein. Nach Norden hin geht das Knochenhauerufer dann in die Straße Altes Fischerufer über. Zwischen Magdalenenberg und Petersberg befinden sich die Magdeburger Originale und die Magdalenenkapelle.
Heute bestehen am Knochenhauerufer, mit Ausnahme der Magdalenenkapelle, keine Häuser mehr, so dass auch keine Hausnummerierung vorhanden ist. Die historische Hausnummerierung verlief von der Nummer 1 an der südöstlichen Ecke zum Am alten Brücktor aufwärts entlang der Ostseite. Der südliche Beginn des Knochenhauerufers lag deutlich weiter südlich als heute. Im Magdeburger Dialekt wurde der Verlauf als vons Bricktor bis beis Feeder (vom Brücktor bis zum Petriförder) beschrieben. Nach der Nummer 9 mündete die Gertraudenstraße ein, nach der Nummer 11 kreuzte die Johannisbergstraße, nach Nummer 28 mündete von Osten die Packhofstraße ein. Es folgte nach der Nummer 39 die Bibelgasse. Die Nummer 46b lag am nördlichen Ende an der Ecke zum nach Osten abgehenden Petriförder. Die Nummerierung verlief dann auf der Westseite mit der Nummer 47 beginnend wieder nach Süden. Nach der Nummer 47 mündete der Petersberg, schon nach der Nummer 48 der Magdalenenberg ein. Im weiteren Verlauf folgte nach Nummer 61 der Krumme Berg und nach Nummer 78 der Tannenberg. Nach Nummer 80 befand sich die Kreuzung mit der Johannisbergstraße bis schließlich die Nummer 89 das westliche Eckhaus zum Am alten Brücktor bildete.

## Geschichte
Das Knochenhauerufer war historisch die zweit längste Straße der Magdeburger Altstadt und eine der Hauptstraßen des sogenannten Knattergebirges. Der Name war bereits seit dem Mittelalter gebräuchlich und blieb im Wesentlichen unverändert. Er nahm Bezug auf das bis 1686 im nördlichen Teil der Straße bestehende Innungshaus der Knochenhauer (Nummer 73/74). Knochenhauer ist dabei im Sinne von Fleischer zu verstehen. Die Innung hatte darüber hinaus im südlichen Teil das Gertraudenhospital (Nummer 10/11) gegründet. Tatsächlich lag die Straße, wie es ihr Name vermuten lässt, bis 1275 direkt am Ufer der östlich verlaufenden Elbe. Zugleich lag die Straße jedoch bis in diese Zeit auch außerhalb der Stadtmauern, die sich westlich der Straße entlang zogen. Noch heute bestehen dort Mauerreste. Die Fleischer befanden sich so, vor allem aus hygienischen Gründen, zum einen nah am Wasser zum anderen jedoch vor den Stadtmauern. 1275 erfolgte dann eine Stadterweiterung nach Osten. Die neue Stadtmauer wurde auf der Ostseite der Straße errichtet. Von dieser Mauer haben sich jedoch keine Reste erhalten. Im Laufe der Zeit wurden weitere Uferflächen zur Bebauung gewonnen, so dass östlich parallel zum Knochenhauerufer im Süden dann die Fürstenstraße, nördlich die Werftstraße verlief und so eine direkte Lage entlang der Elbe nicht mehr bestand. Zum Teil fanden sich für Teile des Knochenhauerufers, vor allem im südlichen Teil, auch Bezeichnungen wie unter dem Ufer oder Uferstraße, die aber lediglich als nachlässig gebrauchte Bezeichnungen für den weiter gebräuchlichen Namen Knochenhauerufer gelten. Für den südlichsten Abschnitt war in Akten auch der Name vor dem Brücktor gebräuchlich. Zum Teil wurde als Name auch Knochenhaueruferstraße verwandt. Verkürzend soll umgangssprachlich der Begriff Knaufer gebräuchlich gewesen sein.
In den 1930er Jahren wurde ein größerer Häuserblock im Süden für die Errichtung des westlichen Brückenkopfs der Neuen Strombrücke abgerissen. Kriegsbedingt wurde die Brücke jedoch zunächst nicht errichtet und stattdessen das Brückenlager zum Bunker umfunktioniert. Dies betraf die Häuser 3 bis 9 und 82 bis 88.
Während des Zweiten Weltkriegs wurde der Bereich stark zerstört. In der Zeit der DDR wurde die Straße nicht wieder aufgebaut, sondern war im Abschnitt nördlich der Johannisbergstraße unbebaut Teil des Grünzuges, der sich entlang des Schleinufers zieht. Südlich der Johannisbergstraße wurde sie mit einem Parkplatz und vor allem mit dem Brückenlager und der Zuwegung zur Neuen Strombrücke überbaut.
Der Name Knochenhauerufer wurde ersatzlos aufgegeben, obwohl der Straßenverlauf in weiten Teilen weiter als öffentlicher Weg in Nutzung blieb. Im Jahr 2004 gab es eine Initiative der Ratsfraktion Bündnis 90/Die Grünen zur Wiederbenennung mehrerer historischer Wegebeziehungen, darunter auch des Knochenhauerufers. Der Stadtrat beschloss daraufhin am 12. Mai 2005 die Wiederbenennung des Knochenhauerufers.

## Sage
Zu den Häusern Zum schwarzen Raben (Knochenhauerufer 34), Zu den zwei Tauben (Knochenhauerufer 36) und Zur goldenen Sonne (Stephansbrücke 25) und ihren Hauszeichen besteht die Sage Der diebische Rabe. 
Danach lebte in der zweiten Hälfte des 16. Jahrhunderts der wohlhabende und angesehene Brauer Jakob Müller im Brauhaus Zur goldenen Sonne in der Stephansbrücke. Barbara, seine einzige Tochter, heiratete Heinrich Schmal, einen reichen Kaufmann, der im Haus Knochenhauerufer 34 lebte und zog gemeinsam mit der jungen Magd Johanna in das Haus ihres Ehemanns. Zur Hochzeit hatte Barbara von ihrem Ehemann einen wertvollen goldenen Halsschmuck erhalten. Barbara legt ihn auf dem Stubentisch des Hauses ab. Als sie ihn am nächsten Morgen wieder anlegen wollte, war er verschwunden. Der Verdacht des Diebstahls fiel auf die Magd Johanna. Sie beteuerte ihre Unschuld, wurde jedoch nach einem richterlichen Verhör ins Gefängnis gebracht. Da sie weiter leugnete, wurde sie erneut, diesmal unter der Folter, vernommen. Um den Schmerzen zu entgehen, gestand sie den Diebstahl und versprach zu zeigen, wo sie den Schmuck im Hause des Brautpaares versteckt hätte. Im Haus konnte sie jedoch, da am Diebstahl ja unschuldig, ein Diebesversteck nicht zeigen. Als der Richter ungeduldig wurde, fiel Johanna auf dem Dachboden des Hauses auf die Knie und betete zu Gott, dass er ein Zeichen ihrer Unschuld sende. Da flog plötzlich eine weiße Taube aus dem Dachgebälk auf und durch eine Dachluke nach draußen, wo sie sich auf eines der Nachbarhäuser setzte. An der Stelle, wo die Taube gesessen hatte, erblickten aber alle dann den alten Hausraben, der sich dort ein Nest gebaut hatte und mit seinem Schnabel auf dem glänzenden Schmuck herum hackte. So wurde der Rabe als wahrer Dieb überführt und Johanna freigelassen. Barbara entschuldigte sich für den schweren falschen Verdacht und entschädigte Johanna so reich, dass sie das Nachbarhaus, auf das die Taube gelandet war, erwerben konnte. Johanna nannte zur Erinnerung an das Ereignis das Haus Zur weißen Taube. Barbara und ihr Ehemann ihr Haus Zum schwarzen Raben.

## Historische Häuser des Knochenhauerufers
| Hausnummer  | Name                                               | Bemerkungen | Gewerbliche Nutzung vor der Zerstörung                                                                     | Bild |
| ----------- | -------------------------------------------------- | --- | --- | --- |
| 1           | Zur steinernen Bude später Rotes Schloss           | Bis 1629 gehörte das Brauhaus Joachim Schof. Auf ihn folgte als Eigentümer sein Sohn, der spanische Proviantmeister Mathias Schof. Schof veräußerte das Haus und dazu auch den ihm gehörenden Keller Hartstraße 5 im Jahr 1629 für 400 Taler an den Kaufmann Adam Pohlmann. Er baute das, wohl bei der Zerstörung der Stadt 1631 zerstörte Haus 1651 wieder auf. Pohlmann erwarb auch ein Grundstück des Markus Voß hinzu. Es wurde als Bude bei dem großen Haus bezeichnet. Von Pohlmann erbte das Haus in der Zeit bis 1673 sein Schwiegersohn, der Brauer Johann Diercks (auch Diederich). 1683 wurde seine Diercks Witwe als Eigentümerin geführt. Sie verkaufte es 1691 für 3000 Taler an den Kaufmann Kaspar Wagener, der bis 1737 Eigentümer blieb. In der ersten Hälfte des 19. Jahrhunderts befanden sich mehrere kleine Gebäude auf dem Grundstück. In den 1830er Jahren lebte hier der Kaufmann Sonntag. Außerdem bestand der Gasthof Stadt Dessau. 1850 handelte Josef Pöschl mit Bettfedern und Daunen aus Böhmen. In der zweiten Hälfte des 19. Jahrhunderts gehörte das Grundstück dem Eisenbahnfiskus und wurde von der Eisenbahnverwaltung genutzt. Ab 1885 entstand ein großes, auch die benachbarte Nummer 2 mit umfassendes, Verwaltungsgebäude. Der rote Klinkerbau hatte eine Fassadengliederung aus Sandsteinelementen. Im Haus befand sich das Kontor und Lagerräume der Zweigstelle der Güterverwaltung. Ein rückseitiger Garten wurde 1909 mit Militärbaracken bebaut, in denen nach dem Ersten Weltkrieg Notbüros für verlegte Teile der aufgelösten Eisenbahndirektion Posen eingerichtet wurden, deren Kontrollgeschäfte zum Teil nach Magdeburg verlegt worden. Nach Auflösung der Direktion ging das Gebäude an die Stadt, die hier das Wohlfahrtsamt unterbrachte. Hier saßen das Fürsorge- und Jugendamt, die Arbeitsfürsorge und der Reichsbund der Körperbehinderten. Im Zweiten Weltkrieg wurde das Haus schwer beschädigt. Der Keller und zwei Etagen waren jedoch noch nutzbar, so dass noch 1946 eine Nutzung als Gewerberaum angefragt wurde. Im Jahr 1950 was das Grundstück dann jedoch geräumt. | | |
| 2           |                                                    | In der Zeit vor 1631 gehörte es Pomarius, 1631 dann dem Perlensticker Gert Oberdieck, der mit einer Pomarius verheiratet war. Er baute das wohl infolge der Zerstörung der Stadt im Jahr 1631 zerstörte Haus 1651 wieder auf. 1666 veräußerten seine Erben das Haus für 1000 Taler an den städtischen Münzmeister Johann Ehlers. Seine Witwe verkaufte 1698 für 1700 Taler an den Kaufmann Joachim Friedrich Vollrath, dessen Erben noch bis 1736 Eigentümer blieben. In der zweiten Hälfte des 19. Jahrhunderts gehörte das Grundstück dem Eisenbahnfiskus und wurde von der Eisenbahnverwaltung genutzt. Ab 1885 entstand ein großes, auch die benachbarte Nummer 1 mit umfassendes, Verwaltungsgebäude. | | |
| 3           |                                                    | Das Backhaus gehörte 1648 und auch 1663 dem Bäcker Paul Grube. Auf ihn folgte als Eigentümer der Bäcker Andreas Fischer. 1683 war seine Witwe Eigentümerin. Sie veräußerte das Haus 1719 für 2150 Taler an ihren Schwiegersohn, den Bäcker Johann Heinrich Schnause. In den 1930er Jahren wurde das Haus, wie auch mehrere Nachbarhäuser, abgerissen. | | |
| 4           |                                                    | 1631 gehörte das Haus Henning Däke (auch Tedeke oder Theken), 1651 Hans Theken, sodann Stephan Theken. Von ihm erbten es die Ehefrau des Neustädter Pfarrers und späteren Domdiakonus Christoph Lerche sowie Margarete Langkopf. Die beiden Erbinnen veräußerten das Haus 1663 für 330 Taler an den Müller Andreas Bläs. Seine Witwe heiratete den Branntweinbrenner Andreas Christian Junker, der 1683 gemeinsam mit seinem Stiefsohn Peter Pleß Eigentümer war. 1695 verkauften beide das Gebäude für 350 Taler an den Müller Hans Kurt. 1701 erwarb es der Seiler Hans Rohde, der es 1718 für 600 Taler an den Seiler Johann Martin Rohde veräußerte, dem es bis 1726 gehörte. In den 1930er Jahren wurde das Haus, wie auch mehrere Nachbarhäuser, abgerissen. | | |
| 5           |                                                    | Der Stärkemacher Klaus Hartnick (auch Hartling oder Hartwig) war 1631 Eigentümer des Hauses. 1683 gehörte es dann den Erben von Bartel Barnsdorf. Teil der Erbengemeinschaft war auch die Witwe von Nickel Franke. In der Zeit bis 1685 erwarb der Malzstreicher Andreas Christian Junker, dem auch das Nachbarhaus Nummer 4 gehörte, die Stätte. Im Jahr 1695 bebaute dann seine Witwe das Grundstück. Ihr Schwiegersohn, der Fleischer Jakob Schreyer war nach 1701 Eigentümer und blieb es bis 1719. In den 1930er Jahren wurde das Haus, wie auch mehrere Nachbarhäuser, abgerissen. | | |
| 6           |                                                    | 1631 gehörte das Backhaus Georg Götting. 1648 und 1691 war der Bäcker Bartel Götting Eigentümer des Hauses. Er ist auf dem Stiftungsstein der Brauer- und Bäckerinnung in der heutigen Julius-Bremer-Straße erwähnt. Von ihm erbte es Peter Hahne, der das Haus 1693 für 1000 Taler an den Handelsmann Hermann Stilke verkaufte. Von ihm erwarb es 1694 Gottfried Stilke, der bis 1734 Eigentümer blieb. In den 1930er Jahren wurde das Haus, wie auch mehrere Nachbarhäuser, abgerissen. | | |
| 7           |                                                    | Georg Götting war 1631 Eigentümer des Brauhauses, 1637 dann Lorenz Götting. 1648 baute der Brauer Valentin Thie das wohl infolge der Zerstörung Magdeburgs im Jahr 1631 zerstörte Haus wieder auf. 1679 veräußerten seine Erben das Haus für 1000 Taler an den Brauer Valentin Thie, der jedoch 1682 verstarb. Im Jahr 1683 war dann Thomas Herrmann (auch Herms), Stiftsherr zu St. Peter und Paul Neustadt, Eigentümer. 1686 und 1693 gehörte es seiner Witwe. In der Zeit bis 1710 erbte es ihr Schwiegersohn, der Brauer Johann Jakob Weidling (auch Wiedling). Von seiner Witwe erwarb es 1715 deren zweiter Mann, der Handelsmann Georg Wilhelm Brössel, für 2200 Taler. In den 1930er Jahren wurde das Haus, wie auch mehrere Nachbarhäuser, abgerissen. | | |
| 8           | Zur harten Bank                                    | Das Badehaus gehörte 1631 dem Bader Hans Ulrich, dann Hans Pfeffinger und später seiner Witwe. Sie verkaufte die Stätte im Jahr 1637 für 500 Taler an Andreas Rost. Rost richtete die Badestube wieder ein. Seine Witwe vererbte die Badestube 1644 an ihren Stiefsohn, den Bader David Kohtz, der zuletzt 1655 erwähnt wurde. In den Jahren 1672 und 1679 wurde der Bader Nikolaus Benewald als Eigentümer geführt, 1683 dann der Lohgerber Christoph Herrmanns. Er verpachtete die Badestube an den Bader Georg Ölzner. 1685 veräußerte Herrmanns Ehemann Ehefrau die Badestube für 800 Taler an den Blaufärber Bartel Langermann, der 1720 für 1500 Taler an Bartel Blumenhof weiterverkaufte. In der Zeit um 1823 gehörte das Haus Encke. In den 1930er Jahren wurde das Haus, wie auch mehrere Nachbarhäuser abgerissen. Bis zum Abriss befand sich der Hausstein auf dem Hof des Anwesens. Vermutlich wurde er beim Abriss zerstört. | | Hauszeichen Zur harten Bank                                                                                            |
| 9           |                                                    | 1637 war Michael Klemens Eigentümer, nach ihm die Witwe von Christoph Reichel. Sie veräußerte die Stätte im Jahr 1647 für 90 Taler an den Weißgerber Paul Temper (auch Dembker). Seine Witwe verkaufte 1676 für 60 Taler an den Müller Johann Schmidt. 1683 wurde dann seine Witwe als Eigentümerin der Stätte geführt, 1685 die Lübecksche Witwe. Nach ihr folgten die Erben von Jacques Rouland. 1710 bestand wieder ein Haus. Eigentümer war der Lohgerber Paul Strese, dem es bis 1729 gehörte. In den 1930er Jahren wurde das Haus, wie auch mehrere Nachbarhäuser, abgerissen. | | |
|             |                                                    | Einmündung Gertraudenstraße | | |
| 10 und 11   | Hospital St. Gertraud                              | Auf der Nummer 10 war die Stiftskapelle, auf der Nummer 11 das Stiftsgebäude errichtet. Nach dem Abriss der Kapelle 1879 entstand auf beiden Grundstücken ein neues Stiftsgebäude. | | Hospital St. Gertraud                                                                                                  |
|             |                                                    | Einmündung Johannisbergstraße | | |
| 12          |                                                    | Das Grundstück gehörte zum Haus Johannisbergstraße 8. | | |
| 13          |                                                    | Zum Haus gehörte auch das Grundstück Johannisbergstraße 15a. Im Jahr 1631 war der Lohgerber Kaspar Fritze Eigentümer. Später ist überliefert, dass Cyriakus Keuns für seinen Sohn den Schoß für das Grundstück zahlte. Weitere Steuern konnten von ihm nicht erhoben werden, da das Haus unausgebaut stand. Für 1652 ist belegt, dass Georg Hermann auf der Stelle wohnte und auch den Vorschoß für das Grundstück zahlte. Möglicherweise gehörte das Objekt nur vorübergehend Keuns Sohn, der vielleicht mit der Witwe von Kaspar Fritze verwandt war. Zumindest verkaufte 1657 die Witwe Kaspar Fritzes die Stätte für 150 Taler an den Lohgerber Stephan Dohlmnn. Er bebaute des Grundstück in der Zeit bis 1661. Bis 1683 hatte seine Witwe den Lohgerber Martin Walter geheiratet. Seine Erben veräußerten das Haus 1697 für 400 Taler an den Lohgerber Valentin Burchard, der bis 1728 Eigentümer blieb. | | |
| 14          | Zum Meerweibchen                                   | In den Jahren 1648 und 1657 war Heinrich Behrends Eigentümer des Brauhauses. Für 1653 gibt es allerdings die abweichende Angabe, dass die Witwe von Hans Schirmer den für das Brauhaus anfallenden Kindespfenning für ihren Sohn Dietrich entrichtete. Der wohl von der Zerstörung der Stadt im Jahr 1631 herrührende Zustand des Gebäudes wurde im Jahr 1650 so beschrieben, dass die Trümmer des Hauses zwei Stockwerke hoch standen, die Keller geborsten waren und viel Schutt auf dem Grundstück lag. In der Zeit bis 1683 bebaute der Böttcher Johann Berend das Grundstück neu. Im Jahr 1697 wurde seine Witwe als Eigentümerin des Hauses geführt. Sie vererbte es 1712 für 1800 Taler an ihren Sohn Johann Friedrich Berens, der bis 1738 Eigentümer blieb. | | |
| 15          | Zum schwarzen Ochsen                               | Das auch als Zur schwarzen Kuh benannte Brauhaus gehörte 1631 Georg Gieseler, der die Stätte bis 1641 an den Schuster und späteren Stadtsoldaten Paul Kunau (auch Kühne) vererbte. Er war der zweite Ehemann der Witwe von Hans Kramer. Kunau veräußerte die Stätte 1651 für 150 Taler an den Schiffer Mathias Helmstedt. Dessen Witwe wiederum wurde 1683 als Eigentümerin des Hauses geführt. Sie verkaufte 1696 für 1500 Taler an Andreas Eckart, der bis 1722 Eigentümer blieb. | | |
| 16          | Zum goldenen Anker                                 | 1631 gehörte das Brauhaus Konrad Krüger, 1648 dann Hans Bresche. Von ihm erbte es Hans Zahn, der die Stätte 1680 für 130 Taler an den Handelsmann Andreas Kramer veräußerte. Kramer bebaute das Grundstück bis 1683 neu. 1714 verkaufte seine Witwe das Gebäude für 2120 Taler an Nikolaus Fincke, dem es bis 1742 gehörte. | | |
| 17          | Zum Rautenkranz                                    | Das Brauhaus gehörte 1631 und 1651 Hans Hecker. Im Jahr 1658 veräußerte der Marktrichter Johann Niesing, an den Hecker wohl aufgrund von Schulden das Grundstück vermutlich abgetreten hatte, die Stätte für 150 Taler an den Lohgerber Balthasar Wolter (auch Walter). 1680 gehörte das Haus dann Hans Lösche (auch Lesche oder Löscher), 1683 und auch noch 1688 seinen Erben. Mitglied der Erbengemeinschaft war wohl auch der Garbräter Jakob Schmidt, der hier 1683 auch wohnte. 1690 wurde dann seine Witwe als Eigentümerin geführt. 1701 und dann bis 1721 war ihr Schwiegersohn, der Gewandschneider Johann Jakob Schröder Eigentümer. er betrieb im Haus auch einen Tuchladen. | | |
| 18          |                                                    | In der Zeit vor 1631 gehörte das Haus Bernd Wellmer, 1631 dann seinem Schwiegersohn Hans Hecker, dem auch das Nachbarhaus Nummer 17 gehörte. Vermutlich wegen Schulden musste er die Stätte 1655 an Niesing abtreten. Noch im gleichen Jahr verkaufte Johann Niesing für 140 Taler an Balthasar Wolter. Genau wie Nummer 17 gehörte die Stätte schließlich Hans Lösche, 1683 dann seine Erben. Als Einwohner wird 1683 der Lohgerber Balthasar Wolter, vermutlich ein Sohn des früheren Eigentümers gleichen Namens und Verwandter Lösches, genannt. Im Jahr 1690 war seine Witwe Eigentümerin. 1703 gehörte das Haus Andreas Stieberitz, der bis 1726 Eigentümer blieb. | | |
| 19          |                                                    | 1631 gehörte das Haus der Witwe des Lohgerbers Hans Meyer. Von ihr erbte es die Witwe Peter Pohlmann, die die Stätte im Jahr 1647 für 66 Taler an den Lohgerber Albrecht Jakobs veräußerte. Jakobs bebaute das Grundstück bis 1651 neu. Zuletzt wurde er 1658 erwähnt. Bewohner des Hauses, vermutlich als Mieter, war 1652 der Leineweber Johann Kühne, der auch 1655 und 1663 als Nachbar erwähnt wird. 1693 wurde die Witwe von Albrecht Jakob als Eigentümerin geführt. 1693 und auch noch 1730 gehörte es Hans Walter. Samuel Aston gründete hier 1823 die erste Maschinenfabrik (Mechanische Werkstatt) in Magdeburg. | | |
| 20          |                                                    | In den Jahren 1628/1631 war Bartold Vahlheit (auch Pfahlheide und von der Heyden) Eigentümer des Hauses. 1651 gehörte das mit einem Haus bebaute Grundstück Klaus Maaß. Er veräußerte 1655 das Haus für 330 Taler an den Lohgerber Hans Schmeißer, der zuletzt 1663 erwähnt wurde. 1670 und 1683 gehörte das Haus der Witwe des Leinewebers Joachim Ohrdorf (auch Ortorf), 1693 dann ihrem Schwiegersohn, dem Schiffmüller Hans Motsch. Im Jahr 1700 war der Müller Jakob Motsch, bis 1722 später Christian Motsch Eigentümer. | | |
| 21          |                                                    | 1631 war der Bierspünder Pascha Wulf Eigentümer. 1651, das Grundstück war mit einem Haus bebaut, und 1655 gehörte es dem Zimmermann Johann Nickel, 1662 dann dem Weißgerber Hans Schelle. Im Jahr 1663 gehörte es bereits seiner Witwe, 1670 dem Lohgerber Hans Schmeißer. Er veräußerte es 1680 für 306 Taler an den Lohgerber Martin Walter, der letztmalig 1684 erwähnt wurde. In der Zeit bis 1693 richtete der Tapetenmacher Pierre Gandille auf dem Grundstück eine Färberei-Manufaktur ein. Er blieb bis 1717 Eigentümer. In der Zeit um 1690 begann Tapetenmacher und Färber Pierre Gandille auf dem Gelände eine Fabrik zu bauen, die 1717 fertiggestellt war. Es war die erste Fabrik im heutigen Sinne in Magdeburg. Die Fabrik erstreckte sich auch auf das benachbarte Gelände des späteren Neuen Packhofs, wobei der Zugang über das Knochenhauerufer 21 erfolgte. Im Jahr 1742 erwarb die Stadt Magdeburg das Grundstück und richtete ein Armen- und Waisenhaus ein. Zugleich entstand die erste Krankenstation der Stadt, die am Gründonnerstag 1743 eröffnet wurde. Noch am Vormittag des Tages wurden 140 Bettler hergebracht. Die ältesten und schwächsten kamen in die neuen Betten, wobei sie zwei bis vier der kleinsten Kinder mit hinzu nehmen mussten, so dass zum Teil vier bis fünf Personen in einem Bett lagen. 1774 wurde dieses Krankenhaus erweitert, später jedoch in der Marstallstraße neu eingerichtet. In der Zeit um 1915 lebte der Schwimmsportler Arno Bieberstein im Haus. | | |
| 22a         |                                                    | Noch bis 1680 bildete das Grundstück mit dem benachbarten Haus 22b eine Einheit. 1635 veräußerte der Lohgerber Balzer Walter die Stätte für 100 Taler an den Weißgerber Mathias Schlot. 1651 gehörte das Haus dem Weißgerber Daniel Springweit, 1667 dann seiner Witwe. 1670 war Mathias Schöneberg Eigentümer, 1680 der Lohgerber Nikolaus Krause. Schon 1681 veräußerten seine Erben die Nummer 22a für 160 Taler an den Lohgerber Andreas Müller. Die Erben des Lohgerbers Hans Nötel verkauften 1682 für 100 Taler an den Lohgerber Adam Günther, der es 1684 für 100 Taler an den Weißgerber Georg Weberling veräußerte. Im Jahr 1693 gehörte das Haus dem Pergamentmacher Johann Heinrich Betzold (auch Petzold), 1716 und dann noch bis 1721 seiner Witwe. Bis zum Ende des 18. Jahrhunderts wurden die Grundstücke 22a und 22b wieder zusammengeführt. | | |
| 22b         |                                                    | Bis zum Jahr 1680 bildete das Grundstück eine Einheit mit dem benachbarten Haus Nummer 22a. 1681 und auch noch 1701 gehörte die Nummer 22b dem Weißgerber Bertold Wachtel. 1704 und noch bis 1721 war der Weißgerber Nikolaus Sülzner Eigentümer. Bis zum Ende des 18. Jahrhunderts wurden die Grundstücke 22a und 22b wieder zusammengeführt. | | |
| 23          |                                                    | Bis zum Jahr 1669 gehörte das benachbarte Grundstück Nummer 24 mit zur Nummer 23. In der Zeit vor 1631 gehörte das Backhaus dem Bäcker Simon Lamprecht. Nach der Zerstörung der Stadt Magdeburg im Jahr 1631 wurde in der Zeit bis 1648 das Backhaus wieder errichtet. 1667 veräußerte Lamprecht das Haus für 275 Taler an den Bäcker Hans Arnd. Es wird vermutet, dass Arnd auch schon 1631 Pächter des Backhauses war. Die Erben Arnds verkauften das Haus 1692 für 180 Taler an den Sohn Hans Ernst Arnd, der es jedoch noch im gleichen Jahr für 90 Taler an den Pastetenbäcker Sigmund Christian Schrader veräußerte. Zu diesem Zeitpunkt war das nur noch als Backstätte bezeichnete Haus baufällig. Schrader errichtete es neu und überließ es seinem Schwiegersohn, dem Bäcker und Fleischer Hans Mebes (auch Möbius). 1709 verkaufte er für 700 Taler an den Bäcker Hans Heinrich Struve, der bis 1729 Eigentümer blieb. Noch in den 1930er Jahren wurde das Anwesen als Bäckerei genutzt. | | |
| 24          | Zum preußischen Adler                              | Bis zum Jahr 1669 gehörte das Grundstück mit zur benachbarten Adresse Nummer 23. Die 1669 unbebaute Stelle trat dann in diesem Jahr Hans Arnd an Barthold Poley ab, der sie bebaute. Im Jahr 1683 wurden seine Erben als Eigentümer geführt, 1690 und 1692 der Tabackhändler Franz Faber. In diesem Jahr erwarb zum Preis von 200 Talern Konrad Hestermann, der auch 1715 noch Eigentümer war. 1720 gehörte es seiner Witwe. | | |
| 25          |                                                    | In der Zeit vor 1631 befanden sich auf dem Grundstück zwei Häuser. Eines gehörte 1631 Thomas Schmidt. Erben waren nicht bekannt, so dass der Lohgerber Bartold Poley 1662 die Stätte für 60 Taler erwarb. Das andere Haus gehörte 1631 dem Organisten Nikolaus Tieleke. Seine Erben veräußerten diese Stätte bereits 1652 für 40 Taler an Poley, dem so beide Stätten gehörten. Er baute auf den beiden Stätten ein Haus, das er 1669 für 200 Taler an den Fleischer Hans Macke veräußerte. Dessen Witwe wurde 1683 als Eigentümerin geführt. 1690 veräußerte sie es für 150 Taler an den Schiffmüller Kaspar Geyer. Geyer verkaufte 1694 für 180 Taler an den Fleischer Christoph Jehme (auch Gähme). Er verstarb 1715. Seine Witwe war noch 1727 Eigentümerin und verkaufte es dann für 300 Taler an Johann David Jähme. | | |
| 26          |                                                    | Bis zu seinem Tod im Jahr 1631 gehörte das Haus dem Lohgerber Jakob Güntermann (auch Gunthram). Im Jahr 1652 nahm Jobst Krause die Stätte ein, die seine Witwe dann 1655 für 30 Taler an den Schwarzfärber Klaus Köppe veräußerte. Köppe verkaufte 1698 für 140 Taler an den Lohgerber Hans Schmeißer. Von Schmeißer erwarb 1701 für 625 Taler der Seifensieder Hans Georg Eckardt, der bis 1722 Eigentümer blieb. Zu diesem Zeitpunkt erhielt das Haus das Braurecht. | | |
| 27          |                                                    | 1631 gehörte das Haus Joachim Janß (auch Jahn). Er war auch 1651 noch Eigentümer der dann jedoch, wohl infolge der Zerstörung Magdeburgs im Jahr 1631, wüsten Stelle. 1652 bestand wieder ein Haus, als dessen Eigentümer Mathias Schöneberg geführt wurde. 1683 gehörte es seinen Erben, die das Haus 1688 für 300 Taler an den Schenk Heinrich Hanebutt verkauften. Seine Erben veräußerten es 1706 für 900 Taler an den Branntweinbrenner Hans Nitsche, der bis 1723 Eigentümer blieb. | | |
| 28          |                                                    | Das Backhaus gehörte 1631 und 1653 Christian Küster, der es bis 1648, nach der Zerstörung der Stadt Magdeburg von 1631 aufgebaut hatte. Für 1682 und 1693 wurden dann die Erben des Jakob Brockmüller als Eigentümer geführt. Die Witwe des Bäckers Joachim Brockmüller veräußerte es 1707 für 1200 Taler an den Fischer Joachim Schmidt. 1711 gehörte es mit Johann Heinrich Döbbeler wieder einem Bäcker. Dessen Erben veräußerten es 1716 für 1200 Taler an Heinrich Breithard (auch Fiedhard), der die Witwe Döbbelers geheiratet hatte. | | |
|             |                                                    | Einmündung Packhofstraße | | |
| 29          | Zum Nelkenbusch                                    | Möglicherweise gehörte zu diesem Brauhaus auch das Grundstück Packhofstraße 3. 1631 und 1648 gehörten Brauhaus und Wohnhaus Adam Schröder. Es ergab sich 1649 ein Streit am Eigentum zwischen Schröders Witwe und ihrer Schwiegersöhne, dem Müller Peter Peters, genannt Schumann, und Johann Ratge (auch Rathke). Letztlich wurde Ratge Eigentümer. Seine Witwe heiratete Johann Rubald, der in der Zeit vor 1683 verstarb. Die Witwe Rubald veräußerte die Braustätte und den Platz für 475 Taler an den Fleischer Johann Andreas Möller (auch Müller). Er baute zwischen 1688 und 1711 das Anwesen wieder auf. Er blieb bis 1723 Eigentümer. | | |
| 30          | Zum doppelten Anker                                | Ein älterer Name des Brauhauses war Zum schwarzen Hund. 1631 und auch noch 1661 gehörte es Hans Knape (auch Knabbe oder Knake). Im Jahr 1683 war der Eigentümer unbekannt. In der Zeit zwischen 1683 und 1688 wurde das Brauhaus, wohl nach den Zerstörungen von 1631, vom Schneider Konrad Tuchtfeld wieder aufgebaut. Er veräußerte es 1711 für 1460 Taler an den Rektor des städtischen Gymnasiums Gottfried Bergner, der bis 1732 Eigentümer blieb. In den 1930er Jahren lebten mehrere Menschen jüdischer Herkunft im Haus, so wahrscheinlich Regina Pressler und ihre Tochter Frieda. Sie wurden 1942 nach Auschwitz deportiert und dort ermordet. Außerdem lebte hier das jüdische Ehepaar Mendel und Itta Pressler. Er wurde 1939 im KZ Buchenwald ermordet, sie 1943 in Auschwitz. Vier Stolpersteine erinnern an sie, die jedoch weiter südlich an der Ecke zur Johannisbergstraße verlegt worden. | | Stolpersteine für die Presslers                                                                                        |
| 31          | Zur Falkenburg                                     | 1631 gehörte das Haus dem Lohgerber Martin Albrecht. Nach der Zerstörung des Jahres 1631 errichtete er zunächst eine Hütte, in der Zeit bis 1651 dann wieder ein Häuschen. 1662 veräußerte er es für 335 Taler an den Schiffer Hans Neide, der 1672 letztmalig erwähnt wurde. 1683 und dann bis zu seinem Tod im Jahr 1704 gehörte es sodann dem Kornhändler und Schiffer Martin Neide. Erstmalig 1704 wurde das Gebäude als Brauhaus bezeichnet. Neide vererbte das Haus seiner Tochter Marie, die mit Hans Grotius verheiratet war. Sie übergab es ihrem Schwiegersohn, dem Postmeister Johann Dietrich Sabel, der es 1709 für 1750 Taler an Dr. Johann Tobias Nappius verkaufte. Er veräußerte es schon 1710 zum gleichen Preis an Christian Mollenhauer. 1715 und dann bis 1726 gehörte es dem Orgelbauer Matthäus Hartmann. | | |
| 32          |                                                    | In der Zeit nach 1631 gehörte das Grundstück Margarete Beneke, danach ihrem Schwiegersohn, dem Schlosser Hans Schliek. Er veräußerte die Stätte im Jahr 1649 für 80 Taler an den Vorfließer Joachim Drewes. Drewes bebaute die Fläche bis 1651 neu. Er wurde zuletzt 1663 erwähnt. Von ihm erbten seine Witwe und der Schneider Mathias Schlüter, der zuletzt 1683 Erwähnung fand. Zu diesem Zeitpunkt war das Gebäude von Soldaten bewohnt. In der Zeit bis 1693 vermachte Drewes Witwe das Haus dann Alexander Christian Syburg. Nach ihm folgte der Schiffer Martin Neide, der 1704 verstarb. Er vererbte es dem Bürgermeister Johann Schumann. Schumann veräußerte es schon 1705 für 300 Taler an den Handelsmann Kaspar Lehnhof. Von ihm erwarb es 1715 für 350 Taler der Schiffmüller Johann Christoph Ordorf, der bis 1723 Eigentümer blieb. | | |
| 33          | Schönes Lohgerberhaus                              | In der Zeit von 1650 bis 1702 bildete es mit dem Nachbargrundstück Nummer 34 eine Einheit. 1631 gehörte es Christian Hecht, ihm folgte als Erbe sein Bruder, der Pfarrer Peter Hecht nach. 1651 veräußerte dieser die Stätte für 75 Taler an den Schiffer Mathias Wiese. Dessen Erben verkauften 1684 Haus und Stätte für 737 Taler an den Schiffer Hans Wiese. 1693 veräußerte seine Ehefrau beides für 700 Taler an den Kämmerer Georg Söldener, dessen Witwe es 1702 gehörte. Sie verkaufte in diesem Jahr die Hausnummer 33 für 1000 Taler an den Lohgerber Johann Georg Schwager, der es zwischen 1710 und 1713 für 1355 Taler an Peter Richter verkaufte, der bis zu seinem Tod im Jahr 1724 Eigentümer blieb. Die Bezeichnung als Schönes Lohgerberhaus stammte aus dem Jahr 1807. | | |
| 34          | Zum schwarzen Raben                                | 1631 war der Knochenhauer Peter Herwig (auch Herrewege) Eigentümer. Vermutlich blieb das Haus bei der Zerstörung der Stadt im Jahr 1631 verschont. Die Erben Herwigs veräußerten das Haus 1649 für 300 Taler an Hans Edler, der es 1650 an Schiffer Wiese für 350 Taler verkaufte. Wiese war auch Eigentümer des Nachbargrundstücks Nummer 33. Bis 1702 blieben beide Grundstücke vereint (siehe Nummer 33). 1710 verkauften dann die Erben der Witwe Söldner das Haus für 290 Taler an den Müller Peter Buchholz, der bis 1728 Eigentümer blieb. In der Zeit um 1823 gehörte das Haus Heinrich Andreas, dem auch das Nachbarhaus Nummer 35 gehörte. Andreas betrieb hier eine Getreide-, Sämereien- und Mehlhandlung. 1942/1943 gehörte das Doppelhaus dem Kaufmann E. Bötiger, der hier auch wohnte. Noch 1944/1945 war der namengebende Rabe in einem Schmuckfries oberhalb der Haustür dargestellt. 1946 konnte unter Mitwirkung von Werner Priegnitz das Hauszeichen aus den Trümmern des Gebäudes geborgen werden. Das Hauszeichen ist heute Teil der Hauszeichen am Gebäude Alter Markt 12, 13. Das Haus ist Gegenstand der Sage Der diebische Rabe (siehe unter Sage). | *Getränkehandlung W. Brömsel *Niederlage der Weingroßhandlung C. M. Schröder *Mineralwasserfabrik M. Knoll | Hauszeichen Zum schwarzen Raben                                                                                        |
| 35          |                                                    | Im Jahr 1631 befanden sich auf dem Grundstück noch zwei Häuser. Eines gehörte 1631 Georg Ziemens, der auch noch 1650 als Georg Sinse genannt wurde. 1651 wurde Christian Simons, vermutlich ein Erbe von Ziemens geführt. Der Verkauf dieser Stätte ist nicht überliefert. Allerdings wird für das Grundstück noch im Jahr 1683 die Existenz einer Hütte und eines Hauses genannt, so dass davon auszugehen ist, dass einer der Eigentümer des zweiten Hauses, das erste Grundstück in diesem Zeitraum mit hinzu erwarb. Das zweite Gebäude stand 1631 im Eigentum der Witwe von Bartel Wanzleben. In der Zeit bis 1664 veräußerten ihre Erben die Stätte an Martin Malter, der die Fläche bebaute. Er veräußerte das Haus 1670 für 115 Taler an den Fleischer Daniel Arnd, der zuletzt 1683 erwähnt wurde. Im Jahr 1694 kaufte der Zimmerergeselle Johann Heine die wüste Stelle für 22 Taler. Er bebaute sie bis 1705 neu. Zuletzt wurde er 1707 erwähnt. In der Zeit um 1823 aber auch noch in den 1940er Jahren gehörte das Haus mit zum Nachbarhaus Nummer 34 (siehe dort). | | |
| 36          | Zum zweien Tauben                                  | Im Jahr 1631 war der Brauer Christoph Nötel Eigentümer. Vermutlich blieb das Haus bei der Zerstörung der Stadt im Jahr 1631 verschont. Nötel veräußerte 1649 die mit einem Häuslein bebaute Stätte für 150 Taler an Burchard Senf. Das Häuslein wurde wohl in der nachfolgenden Zeit wieder baufällig. Später gehörte die Stätte Gottfried Rosenthal, 1670 und 1672 dann dem Fleischer Michael Rosenthal. Für 1683 wird wieder ein Haus angegeben, das den Erben Rosenthals gehörte. Zu diesem Zeitpunkt lebten Soldaten im Haus. Dann erbte die Witwe Magdalene Rubald das Haus. Sie veräußerte es 1690 für 250 Taler an den Schiffmüller Hans Gans, der zuletzt 1697 erwähnt wurde. Im Jahr 1709 veräußerte es der Schiffmüller Johann Daniel Arnd für 395 Taler an den Kustos Gottfried Winkler, der bis 1726 Eigentümer blieb. 1823 gehörte das Haus der Witwe Elisabeth Giese. Im Jahr 1847 wurde die lange Zeit im Haus ansässige Bau- und Möbeltischlerei Carl Niemann gegründet. Die Witwe Niemann, Mutter von Carl Niemann, war zu diesem Zeitpunkt Eigentümerin des Grundstücks. Am Gebäude befand sich ein Hausstein von 1778. Der Stein war so verwittert, dass man bei seiner Ersetzung unrichtiger Weise Zur weißen Taube gelesen hatte. Der alte Stein befand sich schon zumindest seit 1906 im Kaiser-Friedrich-Museum. Er wurde in den 1960er Jahren von Eberhard Roßdeutscher restauriert und Teil der Hauszeichen am Gebäude Alter Markt 12, 13. Das Haus ist Gegenstand der Sage Der diebische Rabe (siehe unter Sage), wobei die Verfasser der Sage von dem falsch gelesenen Namen Zur weißen Taube ausgingen. | *Bau- und Möbeltischlerei Carl Niemann                                                                     | |
| 37          |                                                    | Im Jahr 1651 war der Eigentümer des Hauses unbekannt. Zu diesem Zeitpunkt lebte eine Frau im Keller des sonst wüsten Grundstücks. Für 1683 ist überliefert, dass sich Rosenthal der Stätte anmaßen solle. Damit waren wohl die Erben Michael Rosenthals gemeint, denen das benachbarte Grundstück Nummer 36 gehörte. 1690 befand sich dann auf dem Grundstück wieder ein Haus. Eigentümer war der Tuchmacher Peter Thiele, der es 1694 für 145 Taler an den Schuster Tobias Öltzner verkaufte. Öltzner veräußerte es 1697 für 200 Taler an den Steuermann Matthäus Ruland. 1705 gehörte es dem Steuermann Zacharias Kuhlmann, der es 1715 für 310 Taler an den Schiffmüller Johann Daniel Arnd verkaufte, der bis 1728 Eigentümer blieb. | | |
| 38          |                                                    | 1651 gehörte es Johann Mack, 1690 wurden die Erben von Stephan Lüdicke als Eigentümer geführt. Im Jahr 1692 waren der Schneider Karrius Dobberkau und der Karrenführer Andreas Dobberkau Eigentümer, 1709 Peril. Zu diesem Zeitpunkt war die Stelle, wohl immer noch infolge der Zerstörung Magdeburgs im Jahr 1631, wüst. Bis 1715 baute die Witwe des Predigers Mag. Samuel Jorisch hier ein Haus. Sie blieb bis 1725 Eigentümerin. Ernst Christoph Helle, Magdeburger Kaufmann und Kommunalpolitiker, lebte zumindest 1817 im Knochenhauerufer 38/39 und betrieb hier auch eine Zichorienfabrik. | | |
| 39          | Zum grauen Wolf                                    | Im Jahr 1631 war Kaspar Böllecke Eigentümer des Brauhauses. 1648 gehörte es Hans Bölke, nach ihm Hermann Kuno. Kuno baute das Haus 1650 wieder auf. Er verstarb 1666 und vererbte es seinem Schwiegersohn, dem Schuster Jakob Braun, der es 1667 für 130 Taler übernahm. 1670 gehörte es jedoch bereits seiner Witwe, 1683 dann dem Stellmacher Martin Naumann. Seine Erben veräußerten es 1687 für 700 Taler an die Witwe Jorisch. Ihre Erben verkauften es 1715 für 1400 Taler an den Pfarrer Johann Albrecht Oldenburch. Vermutlich war er jedoch einer der Miterben. Zumindest wird nach anderen Angaben die Witwe Jorisch noch bis 1734 als Eigentümerin genannt. | | |
|             |                                                    | Einmündung Bibelgasse | | |
| 40          |                                                    | 1631 war Valentin Lutter Eigentümer des Hauses. In den Jahren 1645 und 1652 ist als Bewohner des Hauses der blinde Christoph Nieff überliefert. Die Witwe Lutters veräußerte das Haus 1669 für 250 Taler an Christian Tiemann. 1683 und 1693 wurde als Eigentümerin der Stelle die Witwe des Lohgerbers Jakob Nacke geführt. Nikolaus Giebeler erwarb 1694 das baufällige Haus für 20 Taler. Er bebaute das Grundstück neu und wurde letztmalig 1720 erwähnt. | | |
| 41          |                                                    | Im Jahr 1631 gehörte das Haus Hans Schmidt, danach der Witwe von Peter Schmidt. Sie veräußerte die Stätte 1638 für 34 Taler an den Grarbräter Georg Scherf. Scherf bebaute das Grundstück neu. Seine Witwe veräußerte das Haus im Jahr 1667 für 300 Taler an den Steuermann und späteren Garbräter Heinrich Schulte. Seine Erben waren dann 1683 Eigentümer. Der Schütze Adam Wocke veräußerte es 1693 für 72 Taler an den Schiffbauer Nikolaus Giebeler. Von ihm erwarb es 1699 für 135 Taler an den Arbeitsmann Joachim Hermann, der zuletzt 1720 erwähnt wurde. | | |
| 42          |                                                    | Das Haus gehörte 1631 Joachim Preimecke (auch Prembke), 1652 wurde seine Witwe als Eigentümerin genannt. Sie arbeitete als Torschließerin, vermutlich des unweit gelegenen Fischertores, und war daher von Steuerzahlungen befreit. 1638 wohnte auf der Stätte Christoph Künigke. Seiner Witwe gehörte es 1667 und 1674, wobei 1674 ein Haus erwähnt wurde. 1683 war die Witwe des Vorfließers Joachim Valentin Eigentümerin. 1693 gehörte es dem Steuermann Christian Schlicker (auch Schleicher). Er veräußerte das als baufällig beschriebene Haus im Jahr 1708 für 90 Taler an den Schiffmüller Christian Zens, der bis 1729 Eigentümer blieb. | | |
| 43          |                                                    | 1625 war der Müller Klaus Kremkau Eigentümer des Hauses, 1631 dann Thomas Krekow. Im Jahr 1651 gehörte es Klaus Krembkow. 1683 war die Stätte wüst und ihr Eigentümer unbekannt. Der Schiffknecht Peter Geßner erwarb sie 1689 für 12 Taler von der Kämmerei. Er bebaute sie 1691 und blieb bis 1726 Eigentümer. | | |
| 44          | Haus des Torwärters des Rats unter dem Schwibbogen | Das Gebäude diente als Dienstwohnung des Torwärters des Fischertors, das nur zwei Häuser entfernt stand. Der Schwibbogen führte vom gegenüber liegenden Marien-Magdalenen-Klosters über die Straße hinweg und diente ursprünglich dazu, dass die Bewohner des Klosters über den Bogen hinweg auf die jüngere Stadtmauer gehen konnten, um von dort insbesondere die Aussicht über die Elbe genießen zu können. Noch in den 1930er Jahren war der Ansatz des Schwibbogens auf der Westseite zu erkennen. 1651 war das Grundstück wüst. Später wurde es erneuert und als Dienstwohnung des Marktknechts genutzt. Der Rat veräußerte das Haus 1719 für 265 Taler an den Schiffmüller Johann Heinrich Kuritz. | | |
| 45          |                                                    | 1631 und 1653 war Paul Michael als Eigentümer eingetragen, es folgte Christian Bletz. Bletz verkaufte die Stelle 1663 für 60 Taler an die Erben von Michael Schmidt. In der Zeit bis 1683 zog die Kämmerei die wüste Stätte ein und veräußerte sie 1716 für 40 Taler an Johann Georg Rudloff. Er bebaute sie und blieb bis 1737 Eigentümer. | | |
| 46a und b   | Zum goldenen Schiffchen                            | Im Jahr 1631 befand sich das Haus im Eigentum der Sankt-Petri-Gemeinde, die die Stätte für 12 Taler an die Erben von Michael Schmidt verkaufte. Wie auch beim Nachbargrundstück Nummer 45 zog die städtische Kämmerei das Grundstück später ein und veräußerte es 1680 an den Müller Heinrich Piper (auch Pfeifer), der es dann im Jahr 1681 bebaute. 1683 gehörte das Haus dem Müller Christian Briesecke, der bis 1733 Eigentümer blieb. In der Zeit um 1823 war Ernst Brey Eigentümer des Hauses. Er betrieb hier eine Branntweinbrennerei. 1942/1943 gehörte es dem Bankbeamten G. Wolf. Noch 1944/1945 befand sich am Balkon der Nummer 46b in einem modernen Stuckfries das Bild eines Kahns. | | |
|             |                                                    | Einmündung Petriförder | | |
| 47          |                                                    | Das Backhaus gehörte im Jahr 1631 Andreas Brandt, danach den Söhnen von Hans Kurt. 1638 wurde das Grundstück, wohl infolge der Zerstörung Magdeburgs im Jahr 1631, nur noch als Backstätte bezeichnet. In diesem Jahr verkauften die Eigentümer es für 150 Taler an den Bäcker Hans Bethge. Bethge baute das Haus wieder auf und veräußerte es 1650 an für 875 Taler an den Bäcker Christian Hartmann. Später gehörte es Stephan Mollenhauer und sodann Hans Wahrenberg. Er verkaufte es 1672 für 800 Taler an den Bäcker Hans Rohde. Er verstarb 1681 und vererbte es an den Bäcker Hans Bernd, der es 1690 für 750 Taler an den Bäcker Peter Behrend veräußerte, der bis 1742 Eigentümer blieb. Noch in den 1930er Jahren wurde das Grundstück als Bäckerei genutzt. In dieser Zeit lebte der jüdische Schneidermeister David Lerner im Haus. Er wurde 1938 nach Polen ausgewiesen, ein Stolperstein erinnert an ihn. | | Stolperstein für David Lerner                                                                                          |
|             |                                                    | Einmündung Petersberg | | Petersberg |
| ohne Nummer | Magdalenenkapelle                                  | Ab 1315 errichtete Kapelle. Siehe Hauptartikel. | | Magdalenenkapelle |
| ohne Nummer | Futtermauer des Maria-Magdalenen-Klosters          | Heute ist an der Futtermauer die Skulpturengruppe der Magdeburger Originale angebracht. | | Magdeburger Originale                                                                                                  |
| 48          |                                                    | 1651 war Peter Thieme Eigentümer des Hauses. Dann wurde das isoliert an der südöstlichen Ecke der Futtermauer des Maria-Magdalenen-Klosters gelegene Haus über längere Zeit nicht mehr erwähnt. Erst nach 1800 wird es wieder aufgeführt. Vermutlich wurde wohl erst zu diesem Zeitpunkt das Grundstück wieder bebaut. | | |
|             |                                                    | Einmündung Magdalenenberg | | Magdalenenberg, Blick von Osten · Magdalenenberg, Blick vom Knochenhauerufer nach Westen, 2023                         |
| 49(a)       |                                                    | Im Jahr 1631 war der Lohgerber Georg Rammelt (auch Ramholt, fälschlich auch Rummeler). Für 26 Taler veräußerte er die Stätte 1652 an den Lohgerber Balthasar Walter. Später erwarb der Nadler Gregor Böhme, dem auch das Nachbargrundstück 49b gehörte, die Fläche hinzu. 1683 wurden seine Erben als Eigentümer geführt. Sie veräußerten beide Grundstücke im Jahr 1693 für 55 Taler an den Müller Hans Pennigsdorf (auch Bönningsdorf). Zu diesem Zeitpunkt befand sich auf den Flächen eine Hütte. Pennigsdorf verkaufte 1701 die Nummer 49a sowie das alte Hüttlein für 20 Taler an den Totengräber Andreas Hohmann. Er bebaute das Grundstück in der Zeit bis 1717 mit einem Haus und wurde zuletzt 1719 erwähnt. | | |
| 49(b)       |                                                    | In der Zeit vor 1651 gehörte das Haus Kilian Hartung, 1651 dann seinem Sohn, dem Glaser Christian Hartung. Seine Erben veräußerten die Stätte im Jahr 1663 an ihren Miterben, den Nadler Gregor Böhme, dem auch das Nachbargrundstück 49a gehörte. 1693 veräußerten seine Erben es an Hans Pennigsdorf, der die 49b und eine Hütte 1718 für 70 Taler an den Müller Stephan Gregor Meitzendorf. Er errichtete bis 1719 auf der Fläche ein Haus. | | |
| 50 und 51   |                                                    | In der Zeit vor 1651 gehörte die zu diesem Zeitpunkt wüste, ursprünglich mit einem Haus bebaute, Nummer 50 Andreas Arnd, nach ihm dann der Ehefrau von Martin Kurt. Sie veräußerte die Stätte in der Zeit bis 1652 für 18 Taler an den Bäcker Joachim Schulze. Die Nummer 51 war mit einem Backhaus bebaut und gehörte 1631 Andreas Müller, nach ihm seiner Tochter, der Witwe des kursächsischen Feldwebels Sebastian Kempf. Sie veräußerte das Backhaus 1650 für 300 Taler an den Bäcker Schulze. Das Innungskinderbuch der Brauer gibt für 1648 einen Miesenborg an, der sonst jedoch nicht nachweisbar ist. Die Nummern 50 und 51 wurden dann zusammengeführt und blieben bis 1750 vereint. 1683 wurde der Bäcker Joachim Fischer als Eigentümer beider Häuser geführt. 1691 verkaufte Andreas Fischer Haus und Stätte für 250 Taler an den Müller Christian Brüsecke, der 1692 an den Bäcker Christian Woltersdorf verkaufte. Von ihm erwarb 1698 für 300 Taler Jakob Paul Kampe, der 1701 an den Bäcker Kaspar Kahle verkaufte. Kahle wurde zuletzt 1730 erwähnt. Die Nummer 50 war im Jahr 1730 noch wüst. | | |
| 52          | Zur goldenen Bretzel                               | 1650 und auch 1653 lebte die Witwe des Fleischers Adam Schröder im Haus. Eigentümer war jedoch 1651 und 1659 Ludwig Giesau (auch Güse). Später und auch noch im Jahr 1683 war das Grundstück mit einer Hütte bebaut und stand im Eigentum des Bäckers Gabriel Fritsche. 1692 wurde als Eigentümer Stephan Döhren geführt. Im Jahr 1693 veräußerten seine Erben das kleine Haus für 110 Taler an die Witwe des Tagelöhners Thielo Meitzendorf und den Schiffknecht Joachim Rieke. Rieke verstarb 1710. Seine Witwe heiratete den Steuermann Michael Sägemann (auch Segemann). Er erhielt daher die eine Hlfte des Grundstücks und erwarb noch 1710 die andere Hälfte für 110 Taler hinzu. Im Jahr 1823 gehörte einem Diedrich das Gebäude. In der Zeit von zumindest 1924 bis um 1942/1943 war der Bäckermeister Wilhelm Schwaneberg Eigentümer. Im Gebäude befand sich sowohl die Backstube als auch der Verkaufsraum. Als Hauszeichen befand sich eine moderne aus Marmor gestaltete Brezel am Gebäude. | | |
| 53          |                                                    | Das Haus gehörte 1631 und 1651 Jakob Bone. Im Jahr 1683 war das Grundstück mit einer Hütte bebaut und stand im Eigentum des Kleinbinders Andreas Grosse. 1693 war der Schiffknecht und spätere Koch Hans Georg Köcher als Eigentümer des Hauses eingetragen. Er veräußerte es 1716 für 265 Taler an Bernd Alemann. | | |
| 54          |                                                    | 1651 war Peter Götting Eigentümer, nach ihm Johann Fricke und der Fleischer Gert Macke. Die beiden veräußerten die Stätte fßr 32 Taler im Jahr 1659 an den Bleicher und vorherigen Steuermann Matthias Wilke, dem auch die benachbarte Nummer 55 gehörte. Die beiden Grundstücke blieben bis 1690 vereint. 1683 gehörte die Stätte den Erben des Schiffers Joachim Wilke. 1690 bestand ein neues Haus, das im Eigentum Stephan Döhrens stand. 1711 war Johann Engelmann Eigentümer, 1716 und 1722 dann seine Witwe. | | |
| 55          |                                                    | Als Eigentümer des Hauses wurde 1631 Thiele Kreuzberg (auch Kripperg) geführt, 1647 dann seine Witwe. Von ihr erbte es der Kämmerer Samuel Witte, der das Haus 1650 für 250 Taler an den Steuermann Wilke veräußerte. Danach war Philipp Peter Wulf Eigentümer, auf ihn folgte die Witwe von Joachim Wilke. Seine Erben wurden 1683 als Eigentümer geführt. Zu diesem Zeitpunkt lebten im Haus Soldaten. 1690 verkaufte für 180 Taler Stephan Döhren das Haus an den Steuermann Konrad Busse. Von ihm erwarb es 1719 für 450 Taler Heinrich Pöckel, der bis 1731 Eigentümer blieb. | | |
| 56 und 57   | Zur Rübbe                                          | Der Name Zur Rübbe war im Sinne von Zur Rippe zu verstehen. 1649 war Eigentümerin der Stätte eine Susanne. Sie war die Witwe oder Tochter des Grützmüllers. Für das Jahr 1651 wird wieder ein Haus angegeben. Eigentümer war Mathias Thielemann. Er veräußerte das beide Grundstücke einnehmende Haus 1652 für 235 Taler an den Steuermann (Vorfließer) Hans Müller. 1683 gehörte es seinen Erben. Zu diesem Zeitpunkt wohnten Soldaten im Gebäude. Die Erben veräußerten es 1690 für 125 Taler an den Schuhflicker Christian Ahlstorf, der es 1692 für 136 Taler an den Gastwirt Georg Rohband (auch Ruband) verkaufte. Von ihm erwarb 1706 der Tischler Johann Friedrich Schmidt die Nummer 56 für 200 Taler. Schmidt wurde zuletzt 1719 erwähnt. Rohband blieb Eigentümer der Nummer 57, die dann 1712 seiner Witwe gehörte. | | |
| 58          |                                                    | Eigentümer der Stätte war 1651 Hermann Wilke. 1669 gehörte sie Leonhard Thiemann, 1676 dann dem Fleischer Christian Thiemann auf den 1683 der Bäcker Gabriel Fritsche, Stiefvater der Kinder von Andreas Thiemann, folgte. Zu diesem Zeitpunkt lebten Soldaten im Haus. Fritsche veräußerte 1691 das Haus und das Schlachthaus für 270 Taler an den Viehhändler Bartel Horn. 1709 verkauften die Erben des Handelsmanns Antoine Routier (auch Röntier) das Anwesen für 490 Taler an den Fleischer Gottfried Schmiedehausen. Schmiedehausen verkaufte 1714 an den Oberauditeur Schröder, von dem es noch im gleichen Jahr Johann Hänschen für 610 Taler erwarb. | | |
| 59          | Zur Elster                                         | Das Haus gehörte 1631 dem Fleischer Jakob Wallbaum, der das Grundstück bis 1651, nach der Zerstörung der Stadt von 1631, wieder bebaute. Seine Erben veräußerten das Haus 1669 für 230 Taler an den Seifensieder Andreas Holdefreund. Von ihm erwarb es 1676 für 290 Taler sein Schwager, den Seifensieder und späteren Koch Günzel Brünsel. 1686 verkaufte er es für 225 Taler an den Bader Georg Elsner senior, der eine neue Badestube einrichtete und sie 1711 für 800 Taler an den Bader Georg Elsner junior veräußerte, der bis 1724 Eigentümer blieb. Der Hausname Zur Elster könnte von einem der Elsners stammen. | | |
| 60          |                                                    | 1631 war Palm Niemann Eigentümer des Hauses. Er vererbte es an den Beutler Peter Molzahn, der die Stätte 1649 für 30 Taler an den Fleischer Jakob Wallbaum. 1669 gehörte das Haus dann seiner Witwe, 1676 dem Fleischer Heinrich Wallbaum. Im Jahr 1683 war die Witwe Heinrich Wallbaums als Eigentümerin verzeichnet, 1686 dann der Fleischer Johann Schmiedehausen. Von ihm erwarb 1715 für 635 Taler der Riemer Christian Sporberg, der es 1716 für 655 Taler an den Schiffmüller Mathias Laue veräußerte. | | |
| 61          | Zum gelben Ochsen                                  | In der Zeit vor 1631 standen zwei Häuser auf dem Grundstück. Eines gehörte Jürgen Stape (auch Stabe), das andere Lorenz Bulle (auch Bille). 1652/1653 vermietete Asmus Bulle die Stelle an Philipp Wettberg. Beide Stellen wurden von Jakob Wallbaum eingenommen. Bis 1709 gehörte das Grundstück den gleichen Eigentümern wie das Nachbargrundstück Nummer 60. 1709 veräußerte der Fleischer Johann Schmiedehausen die Nummer 61 dann für 330 Taler an Hans Mühde (auch Miede), der bis 1727 Eigentümer blieb. | | |
|             |                                                    | Einmündung Krummer Berg | | Zugang vom Knochenhauerufer zum Krummen Berg · Einmündung des Krummen Bergs auf das Knochenhauerufer, 2023             |
| 62          |                                                    | Im Jahr 1651 gehörte das wüste Grundstück Engel Müller. 1683 war die Fläche wieder mit einem Haus bebaut, als dessen Eigentümer die Erben von Gert Stellmacher geführt wurden. 1691 und 1699 war Johann Kettner Eigentümer. 1700 gehörte es dem Schuster Erdmann Persicke, der bis 1721 Eigentümer blieb. | | |
| 63          |                                                    | 1631 und 1651 war als Eigentümer Jürgen Stape (auch Stapel) eingetragen. Im Jahr 1683 wurde das Grundstück als wüst beschrieben und gehörte den Erben von Joachim Kobbes. Die Erben von Daniel Arend veräußerten die Stelle 1691 für 30 Taler an den Schneider Jean Bourdarie. In der Zeit zwischen 1693 und 1699 erwarb Jacques Meville das Haus. Nach seinem Tod im Jahr 1699 gelangte es an Christian Förderer, der das Grundstück noch 1699 an den Syndikus Johann Heinrich Reich veräußerte. Von Reich erwarb es, ebenfalls 1699, für 100 Taler der Steuermann Bartold Müller, der bis 1744 Eigentümer blieb. | | |
| 64          |                                                    | In den Jahren 1631 und 1651 gehörte es dem Eigentümer der benachbarten Nummer 63. 1683 war Martin Kurbs Eigentümer. Zu diesem Zeitpunkt wurde das Grundstück als wüst beschrieben. Jacques Meville verkaufte das Haus 1698 für 105 Taler an Etienne Anger. 1708 und 1719 gehörte es dem Tapezier Friedrich Bez (auch Bätz). | | |
| 65 und 66   |                                                    | 1631 und 1651 gehörte das Grundstück der Witwe von Adam Horenburg. Im Jahr 1683 galt der Eigentümer als unbekannt, danach gehörte es der Witwe des Fährmanns Paul Engelmann. Sie veräußerte die Stätte Nummer 65 für 20 Taler im Jahr 1688 an den Zimmermann Hans Engelmann. Es entstand dann zwei neue Häuser. Die Nummer 65 verkaufte Engelmann 1693 für 187 Taler an Jacques Brouet. Er wurde zuletzt 1706 erwähnt. Die Nummer 66 veräußerte Paul Engelmanns Witwe im Jahr 1694 für 105 Taler an den Schneider Christian Bernhard, der zuletzt 1720 erwähnt wurde. | | |
| 67          |                                                    | Für das Jahr 1651 wurde Mag. Leonhard Möller als Eigentümer genannt, 1678 und 1680 dann Georg Walter. Im Jahr 1699 gehörte es dem Lohgerber Mathias Lücke, der das Haus 1720 für 300 Taler an den Müller Hans Kuritz veräußerte. | | |
| 68          |                                                    | 1650 war das Grundstück mit einem baufälligen Haus bebaut und gehörte Kaspar Henning. Im Jahr 1677 veräußerte es seine Witwe, Klara, geborene Barsch, für 50 Taler an den Weißgerber Hans Teschner. Von ihm erwarb es 1680 für 160 Taler der Weißgerber Melchior Weberling. Noch im gleichen Jahr ging es an den Weißgerber Hans Wewerling und dann für 160 Taler, auch noch 1680, an den Lohgerber Hans Schmeißer. Schmeißer wurde zuletzt 1707 erwähnt. 1710 verkaufte es der Schiffmüller Hans Christoph Ordorf für 330 Taler an den Schiffmüller Andreas Harprecht (auch Herbrecht), der bis 1728 Eigentümer blieb. | | |
| 69          | Zum Himmelreich                                    | Das Haus war ein Lehn der Familie Alemann. 1631 waren Simon Hecht und Jakob Köhns Besitzer. Köhns Sohn, der Bäcker Jakob Köhns, veräußerte die Stätte im Jahr 1650 für 16 Taler an den Fährmeister Paul Engelmann. Seine Witwe war 1683 als Eigentümerin eingetragen. 1699 und 1707 gehörte es dem Schiffmüller Joachim Jens (auch Jänisch, Jänicke oder Gänsch). 1710 und 1717 war dann die Witwe von Jens Eigentümerin. | | |
| 70          |                                                    | 1650 und 1663 war Johann Reckling Eigentümer. Heinrich Schrader veräußerte 1672 das Haus für 155 Taler an den Seifensieder Georg Dienst, dessen Erben es 1683 gehörte. In der Zeit bis 1699 erwarb es der Schiffmüller Joachim Jens, dem auch das Nachbarhaus Nummer 69 gehörte. Beide Grundstücke bildeten zumindest bis 1800 dann ein Haus. | | |
| 71          |                                                    | 1631 gehörte es Jakob Schultze, 1650 und 1663 dann Johann Reckling. Im Jahr 1683 wurden die Erben des Lohgerbers Georg Walter als Eigentümer geführt, wobei im Haus der Lohgerber Johann Wolf lebte. Er erwarb das Haus dann in der Zeit bis 1686 und blieb bis 1729 Eigentümer. | | |
| 72          | Zum schwarzen Hirschkopf                           | 1631 gehörte das Haus Hans Baumgarten, 1650 und 1663 Johann Reckling. Wie auch bei der benachbarten Nummer 71 waren 1683 die Erben des Lohgerbers Georg Walter als Eigentümer eingetragen. In der Zeit bis 1702 erwarb der Schiffmüller Kaspar Geyer das Haus. Seine Witwe erwarb es 1716 für 750 Taler von seinen Erben. | | |
| 73 und 74   | Innungshaus der Knochenhauer alten Scharrns        | Wohl schon seit dem 13. Jahrhundert befand sich hier das Innungshaus der Knochenhauer, nach dem die Straße ihren Namen hat. Eine erste urkundliche Erwähnung liegt 1402 in der Schöppenchronik vor. Nach der Zerstörung Magdeburgs im Jahr 1631 wurde das Innungshaus wohl bis 1651 wieder aufgebaut. Die Innung veräußerte es dann 1686 für 750 Taler an die Johannisgemeinde. Die Gemeinde verkaufte 1694 für 600 Taler an den Schiffmüller Kaspar Geyer. Sein Schwiegersohn, der Lohgerber Balthasar Walter, erwarb es 1716 für 605 Taler von Geyers Erben. Walter blieb bis 1728 Eigentümer. | | |
| 75          |                                                    | Das Haus gehörte 1631 Bartel Rosenthal. Später fiel die Stelle an die Kämmerei, die sie in der Zeit bis 1662 an Stephan Lüdecke veräußerte. Von ihm erwarb sie der Weißgerber Melchior Weberling 1673 für 50 Taler. Es entstand dann ein Haus, das seine Witwe 1691 für 350 Taler an den Weißgerber Hans Schelle verkaufte. Schelle veräußerte es 1718 für 600 Taler an den Weißgerber Georg Adam Schelle, der bis 1721 Eigentümer blieb. | | |
| 76          |                                                    | 1651 war Andreas Berghof Eigentümer, 1652/1653 dann der Böttcher Burchard Hildebrand. 1673 wird wieder ein Haus erwähnt, das Melchior Weberling gehörte, der auch noch 1680 Eigentümer war und dem auch das Nachbarhaus Nummer 75 gehörte. Bis 1702 blieben die beiden Grundstücke in einer Hand. 1702 verkaufte dann Hans Schelle die Nummer 76 für 350 Taler an den Schiffmüller Hans Kuritz (auch Kurts), der zuletzt 1719 erwähnt wurde. | | |
| 77          | Zum bunten Wolf oder Zum grauen Wolf               | Zu diesem Brauhaus gehörte auch das Grundstück Tannenberg 3. 1631 war Heinrich Vogeler Eigentümer, 1651 dann der Fleischer Christoph Jakob. Er bebaute das Grundstück im Jahr 1661. 1680 veräußerten seine Erben das Haus für 830 Taler an den Fleischer Hans Jacobi. Es gehörte dann 1683 jedoch dem Fleischer Christian Müller, von dem es 1717 für 1000 Taler seine Witwe erbte. Später bildete das mit der Nummer 78 eine Einheit. | | |
| 78          | Zur Tanne                                          | Das Haus war namengebend für den südlich des Hauses einmündenden Tannenberg. Möglicherweise überstand es als eines weniger Gebäude die Zerstörung der Stadt im Jahr 1631. 1651 gehörte es Jakob Wieprecht. 1656 veräußerte das Haus der Kämmereischreiber Hermann Otto Kühnemann für 385 Taler an den Brauer Hans Schmidt, der es 1659 für 350 Taler an den Lohgerber Hans Möser verkaufte. Möser verkaufte für 450 Taler im Jahr 1680 an den Weißgerber Melchior Weberling, der jedoch bereits 1681 verstarb. Das Haus wurde dann vom Lohgerber Andreas Müller gekauft, der jedoch bereits kurz darauf vom Fleischer Christian Müller beerbt wurde. Müller verkaufte 1682 für 450 Taler an den Lohgerber Christoph Hermann (auch Herms). Ab 1691 gehörte es Kaspar Hermann, danach 1709 seinem Erben, dem Blaufärber Johann Müller, der bis 1722 Eigentümer blieb. In der Zeit um 1823 betrieb Heinrich Pantzer, dem das Haus auch gehörte, im Gebäude eine Glaserei. Später bildete es mit der Nummer 77 eine Einheit. Das vermutlich aus der zweiten Hälfte des 18. Jahrhunderts stammende Hauszeichen im Stil des Rokoko ist heute Teil der Hauszeichen am Gebäude Alter Markt 12, 13. | *Dentist A. Klöpper *Dentistin M. Krümling *Tabakwarengeschäft E. Lüdemann *Spedition K. Willwock          | Hauszeichen Zur Tanne                                                                                                  |
|             |                                                    | Einmündung Tannenberg | | Tannenberg, Blick vom Knochenhauerufer, (links Haus Zur Unterburg, rechts Haus Zur Tanne), vor 1945 · Tannenberg, 2023 |
| 79          | Zur Unterburg                                      | Inschriftlich seit 1602 bestehendes Brauhaus. Siehe Hauptartikel. | | Zur Unterburg |
| 80          |                                                    | Im Jahr 1631 gehörte das Haus Adam Pohlmann. In der Zeit bis 1651 erwarb er eine Andreas Teves gehörende Stätte hinzu. Eine weitere Stätte erwarb er 1651 für 92 Taler. Sie gehörte zuvor Margarete Scheffer, die sie von ihren Eltern geerbt hatte. Bis 1651 baute Pohlmann die Stätte wieder auf. Das Haus veräußerte er 1654 für 500 Taler an die Witwe von Paul Temper, die es mit dem Grundstück Johannisberg 16 zusammen führte. | | |
|             |                                                    | Einmündung Johannisbergstraße | | Blick von Osten, Kreuzung Knochenhauerufer, Johannisbergstraße                                                         |
| 81          | Zum krummen Holz                                   | 1635 veräußerte Stephan Galle die Stätte für 475 Taler an den Seidenkramer Hieronymus Voigt. Voigt bebaute das Grundstück bis 1648 und verstarb 1663. Ihm folgte sein gleichnamiger Sohn nach, der zuletzt 1694 erwähnt wurde. 1701 und auch noch 1703 gehörte das Haus Konrad Sievert, ihm folgte Dr. Hieronymus Gehrmann Nach. Er verkaufte 1707 für 2200 Taler an den Advokaten Gustav Kämmerer, der bis 1732 Eigentümer blieb. | | |
| 82          |                                                    | Im Jahr 1631 gehörte das Brauhaus Peter Burmann (fälschlich auch Bielmann). Heinrich Meyers Tochter Elisabeth veräußerte die Stätte im Jahr 1637 für 200 Taler an den Fleischer Michael Dünkler. Dünkler verkaufte 1652 Wohnhaus und Braustätte für 1000 Taler an den Müller Christian Lübke. Er richtete bis 1660 eine Brauerei ein und wurde zuletzt im Jahr 1663 erwähnt. 1670 und auch noch 1681 gehörte das Haus dem Müller Hans Schmid, 1683 dann seinen Erben, die auch noch 1688 genannt werden. 1694 und auch noch 1701 war der Ratsmüller Christian Pöckel Eigentümer. Auf ihn folgte Dr. Anton Ulrich Stockhausen der bis 1736 Eigentümer blieb. Bis 1939/1940 wurde das Haus, gemeinsam mit Nachbarhäusern für den Bau eines Hochbunkers abgerissen. | | |
| 83 und 84   |                                                    | Die Hausnummer 83 war ein Brauhaus, die Nummer 84 ein Haus. Seit 1646 gehörte außerdem das Grundstück Johannisberg 7b 1 als Garten zum Anwesen. Die Nummer 83 gehörte im Jahr 1631 Hans Riecke, nach ihm Joachim Zarau. Er veräußerte die Stätte im Jahr 1638 für 500 Taler an den Brauer Günther Meyer. Meyer bebaute das Grundstück 1639 und erwarb in der Zeit bis 1651 auch die Nummer 84, die Anna Goldmann gehört hatte, hinzu. Die Erben Meyers verkauften das Haus 1670 für 2000 Taler an den Buchführer Johann Meyer. Er wurde zuletzt 1697 erwähnt. Die Nummer 83 gehörte 1717 Daniel Steinert und nach ihm Dr. Friedrich Maskou, der bis 1733 Eigentümer blieb. Die Nummer 84 gehörte hingegen Balthasar Heinemann und dann Daniel Steinert, der bis 1732 Eigentümer war. Bis 1939/1940 wurde das Haus, gemeinsam mit Nachbarhäusern für den Bau eines Hochbunkers abgerissen. | | |
| 85          | Zum goldenen K                                     | Das Brauhaus gehörte 1631 Konrad Höffling. Auf ihn folgte Rudolf Höffling, Kaspars Sohn, und danach Rudolf Becker. Becker veräußerte die Stätte 1634 für 300 Taler an Hans Thiemann. Er bebaute das Grundstück bis 1635. 1638 erwarb er das Grundstück Johannisfahrtstraße 7, 1642 die Johannisfahrtstraße 5 und dann letztlich bis 1651 das Grundstück Johannisfahrtstraße 6 als Hinterstellen zum Grundstück hinzu. Im Jahr 1670 gehörte das Haus Christian Schröder. 1673 veräußerten es seine Erben für 1100 Taler an den Handelsmann Peter Schröder, der es 1687 für 1200 Taler an den Amtmann David Klinte verkaufte. Auf den Anfangsbuchstaben seines Namens geht vermutlich der Name des Hauses zurück. Seine Erben verkauften das haus 1717 für 3020 Taler an stud. Johann Christian Klinte. Die Gebrüder Klinte blieben bis 1750 Eigentümer. Bis 1939/1940 wurde das Haus, gemeinsam mit Nachbarhäusern für den Bau eines Hochbunkers abgerissen. | | |
| 86          | Zur Kette                                          | Im Jahr 1631 gehörte das Brauhaus Hans Krumpe. 1634 veräußerte sein Sohn Christian die Stätte für 250 Taler an die Witwe von Hieronymus Hendsche. 1637 wurde das Grundstück wieder mit einem Haus bebaut. Die Witwe vererbte das Haus in der Zeit bis 1646 an ihren Schwiegersohn, den Schiffer Joachim Brock (auch Braucke oder Bruch). er kaufte in der Zeit bis 1651 das Grundstück Johannisfahrtstraße 3 hinzu. Nach seinem Tod im Jahr 1652 folgte ihm sein gleichnamiger Sohn nach, der 1660 und 1673 als Eigentümer genannt wurde. 1683 wurde seine Witwe als Eigentümerin geführt. Noch im gleichen Jahr ging es an Bendix Pape, dem es auch noch 1704 gehörte. 1715 und 1719 war Andreas Eckert Eigentümer, auf ihn folgten die Erben von Dr. Brehmer. Zumindest ab 1715 war auch das Grundstück Johannisfahrtstraße 4 Teil des Anwesens. Bis 1939/1940 wurde das Haus, gemeinsam mit Nachbarhäusern für den Bau eines Hochbunkers abgerissen. | | |
| 87          | Zum schwarzen Kreuz                                | 1631 war Andreas Bürger (auch Berger) Eigentümer des Brauhauses. Für das Jahr 1646 ist eine vom Schiffer Hartmann Wilke beantragte Schätzung überliefert, die einen Wert von 316 Talern ergab. Zu diesem Zeitpunkt standen, vermutlich infolge der Zerstörung der Stadt im Jahr 1631, die Trümmer des Hauses drei Stockwerke hoch. Es war baufällig und lag voller Schutt. Wilke erwarb das Grundstück und bebaute bis zum Jahr 1651 die Stätte neu. Er erwarb auch eine weitere, Marx Bichling gehörende, Stätte hinzu. Von Wilke ist überliefert, dass er 1631 nackt und bloß nach Hamburg geflohen war. Dort hatte er sich am 8. Juli 1631 ein Empfehlungsschreiben ausstellen lassen, mit dem er in Lübeck um Unterstützung warb. 1679 veräußerte Wilke das Haus und die Braustätte für 500 Taler an den Schneider Peter Peters. Er erneuerte das Brauhaus 1680, verstarb jedoch 1683. Von ihm erbte sein Stiefvater der Fleischer Kaspar Schröder. Schon in der Zeit bis 1686 erbte es dann jedoch die Ehefrau von Johann Friedrich Denhard, eine geborene Peters. In der Zeit bis 1693 wurde sie Witwe. Sie blieb bis 1722 Eigentümerin. Zum Haus gelangte das Grundstück Johannisfahrtstraße 3. In der Zeit um 1823 betrieb hier die Witwe Teschner ein Kaffeehaus, in dem es aber auch Speisen gab. In den 1930er Jahren befand sich ein Landwehrkreuz über der Haustür. Bis 1939/1940 wurde das Haus, gemeinsam mit Nachbarhäusern für den Bau eines Hochbunkers abgerissen. | | |
| 88          |                                                    | Gehörte als Hinterhaus zum Grundstück Johannisfahrtstraße 2. Bis 1939/1940 wurde das Haus, gemeinsam mit Nachbarhäusern für den Bau eines Hochbunkers abgerissen. | | |
| 89          |                                                    | Gehörte als Hinterhaus zum Grundstück Johannisfahrtstraße 1. | | |